# Borghesiana (stacja metra)
Borghesiana – stacja na linii C metra rzymskiego. Stacja znajduje się w dzielnicy Borghesiana, a wejścia do stacji znajdują się na via Casilina, na skrzyżowaniu z via Vermicino, jak i na via Biancavilla.

## Historia
Budowa wystartowała w lipcu 2008. Stacja została otwarta 9 listopada 2014 roku.